# Сухинівська сільська рада (Кобеляцький район)
Сухинівська сільська рада — колишній орган місцевого самоврядування у Кобеляцькому районі Полтавської області з центром у c. Сухинівка.

## Населені пункти
Сільраді були підпорядковані населені пункти:
- c. Сухинівка
- с. Лісне